# Lophochernes frater
Lophochernes frater – gatunek zaleszczotka z rodziny Cheliferidae i rodzaju Lophochernes.

## Występowanie
Gatunek jest endemitem Zambii.